# Llyn Celyn
Der Llyn Celyn ist ein Stausee in Nordwales. Er wird vom Tryweryn gespeist, ist 4,0 km lang, bis zu 1,6 km breit und bis zu 43 m tief. Seine Kapazität beträgt 71.200.000 m³ Wasser. Er wurde ab 1960 errichtet und 1965 unter Protesten eingeweiht. Bis 1964 hieß er Llyn Tryweryn Mawr. Er dient der Versorgung von Liverpool und Umgebung mit Trinkwasser. In einigen Jahren fiel der See fast ganz trocken, so dass die Ruinen der Ortschaft Capel Celyn erkennbar sind.